# Super4
Super4 è il primo album de I Super 4 pubblicato nel 1984.

## Tracce
Lato A
1. Superquattro – il mondo - luglio - legata a un granello di sabbia - il barattolo
2. Nico Fidenco – Legata a un granello di sabbia
3. Jimmy Fontana – Che sarà
4. Gianni Meccia – Il pullover
5. Riccardo Del Turco – L'equilibrista
6. Jimmy Fontana – Celeste fantasia
7. Riccardo del Turco – Luglio

Lato B
1. Superquattro – Italian song
2. Jimmy Fontana – Il mondo
3. Gianni Meccia – Il barattolo
4. Riccardo Del Turco – Uno tranquillo
5. Nico Fidenco – Mentre mi allontano
6. Gianni Meccia – Lupo di mare
7. Nico Fidenco – What a sky